# 浦島健太
浦島 健太（うらしま けんた）は、日本のソングライター、編曲家、歌手。株式会社ホバーボード所属。

## 略歴
高校卒業後、音楽専門学校へ。その後、ライブを中心に音楽活動を始める。
2017年より、作曲家Akira Sunsetが代表を務めるホバーボード所属。

## 提供作品
アイドリッシュセブン
- IDOLiSH7
  - Viva!Fantastic Life!!!!!!!（作詞）
  - 解決ミステリー - 和泉一織・七瀬陸（作詞）
  - My Friend - 二階堂大和・和泉三月・六弥ナギ（作詞）

- ŹOOĻ
  - Unbalance Shadow（作詞）
  - Bang!Bang!Bang!（作詞）
  - Dejavu - 棗巳波（作詞）
  - Endless - 狗丸トウマ（作詞）
  - Utopia（作詞）

IDOLATER
- Still in the beginning（作曲・編曲）（山本匠と共作）

ANFiNY
- Dear my friend（作詞・作曲・編曲）（ふるっぺ、山口裕也と共作）
- SAKURA（作詞・作曲）（加藤優希と共作曲）

=LOVE
- とくべチュ、して（作曲）（菊池博人と共作）

石原夏織
- Against.（作曲）（H.Shingと共作）

AKB48
- 根も葉もRumor（作曲）（H.Shingと共作）
- 君がいなくなる12月（作曲）（山本匠と共作）
- ヤラカソウ（作曲）（赤石美希、加藤優希と共作）
- In any way（作曲）（TETTAと共作）
- Oh my pumpkin!（作曲）（新Qと共作）

HKT48
- 全然 変わらない（作曲）（山口裕也と共作）

岡本信彦
- Extrems World（作詞）
- 恋のエール（作詞）

加藤和樹
- MYSELF（作詞）
- 魂（作詞）
- DIAMOND（作詞）

ガールズ×戦士シリーズ
- Girls²
  - Good Days（作詞・作曲・編曲）（野口大志と共作）
  - Chu-Lu-Chu-Chu（作詞・作曲・編曲）（野口大志と共作）
  - Girls Revolution（作詞・作曲・編曲）（TETTAと共作）

- magical²
  - 晴れるさ☀（作詞・作曲・編曲）（TETTAと共作）

- mirage²
  - 咲いて²（作詞・作曲・編曲）（TETTAと共作）
  - じゃん☆けん☆ぽん（作詞・作曲・編曲）（山本匠と共作）

- south²
  - Congratulations ～新しい夢の扉～（作詞・作曲・編曲）（野口大志と共作）

- Lucky²
  - Fun!Fun!Fun! ～夢∞～（作詞・作曲・編曲）（野口大志と共作）

銀河団
- となり（作詞・作曲・編曲）（山本匠と共作）

cleanero
- BRAND NEW WORLD（作詞・作曲）（加藤優希と共作）

KENN
- Laughter（作詞・作曲）（ふるっぺと共作曲）

坂道シリーズ
- 乃木坂46
  - さゆりんご募集中（作曲・編曲）（菊池博人と共作）
  - ～Do my best～じゃ意味はない（作曲・編曲）（APAZZIと共作）
  - じゃあね。（作曲）（H.Shingと共作）
  - これから（作曲）（菊池博人と共作）
- 欅坂46
  - アンビバレント（作曲）（TETTAと共作）
- 櫻坂46
  - 恋が絶滅する日（作曲）（山口裕也、山本匠と共作）
  - 承認欲求（作曲）（加藤優希と共作）
  - Addiction（作曲）（野口大志と共作）
  - 恋愛無双（作曲）（新Qと共作）
- 日向坂46
  - アザトカワイイ（作曲）（NIYA、TETTAと共作）[3]
  - ってか（作曲）（加藤優希と共作）[4]

C-for/#aimy/NexxtÄge/Dynamis
- 夢への羽根（作曲・編曲）（菊池博人と共作）

STARTO ENTERTAINMENT
- KAT-TUN
  - 薫（作詞）
  - Flashback（作詞・作曲）（菊池博人と共作曲）

- Sexy Zone
  - LET'S MUSIC（作詞）（nozomi*と共作）

- 舞祭組
  - 友達申請（作詞・作曲）（山本匠と共作）

- Hey!Say!JUMP
  - また、あした（作詞・作曲）

- なにわ男子
  - Precious One（作詞・作曲）（齋藤奏太と共作曲）

新テニスの王子様 不二裕太 キャラクターソング
- DIARY（作詞）

SUPER LOVERS2
- FOR（作詞）

SparQlew
- アブラカタブラ（作詞）

Task have Fun
- 「哀嘘,私寝（I lie,I lie）」（作曲）

築田行子
- 君とひこうき雲（作曲・編曲）（山本匠と共作編曲）

ドリームパスポート
- Dream Flight（作曲）（菊池博人と共作）
- Everybody Jump!（作曲）（菊池博人と共作）
- 羅心盤（作曲）（TETTAと共作）
- トけない魔法（作曲）（野口大志と共作）
- 夢降る聖夜（作曲）（野口大志と共作）
- 夢限大（作曲）（菊池博人と共作）
- ビギナートラベラー（作曲）（TETTAと共作）

ねこねこ日本史
- ジャパニーズSTAR（作詞・作曲・編曲）（山本匠と共作）

僕が見たかった青空
- あの頃のトライベッカ（作曲）（新Qと共作）

MY♥️MILKY♥️WAY
- グッバイルールブック（作曲）（山本匠と共作）

MACO
- 恋蛍（作曲）（菊池博人と共作）

MARGINAL＃4
- ピタゴラスインフィニティベスト＂M＂(4+2+3=9)∞」Disc2収録
- スパークリング（作曲）（Dizと共作）

遊助
- 冬の向日葵（作曲・編曲）（ふるっぺと共作）
- クローバー（作曲）（ふるっぺと共作）
- マジ歌（作曲）（加藤優希と共作）
- 桜 遊turing MaRuRi(まるりとりゅうが)（作曲・編曲）（ふるっぺと共作）
- 何やってんだか分かんない人へ（作曲）（ふるっぺと共作）
- この船のテーマ（作曲）（野口大志と共作）
- 叶わないとしてもただ会いたくて（作曲）（遊助、ふるっぺと共作）（コーラス）
- 十五夜 遊turing 秋山竜次（作曲）（新Qと共作）

ラストアイドル
- Break a leg!（作曲）（TETTAと共作）

ラブライブ！虹ヶ咲学園スクールアイドル同好会
- 哀温ノ詩（作曲・編曲）（山本匠と共作）
- 声繋ごうよ（作曲・編曲）（山本匠と共作）

Little Glee Monster
- DIVA（作詞・作曲）（APAZZIと共作曲）

れんてつ
- 恋愛特急（作詞・作曲・編曲）（山本匠と共作）

.LIVE
- 星鏡（作詞・作曲・編曲）（TETTAと共作）

## 歌唱参加作品
新しい地図
- クソ野郎と美しき世界

Apple TV+
- プラグの抜けたダグ（日本語吹替版 劇中歌）

おかあさんといっしょ
- からだ☆ダンダン（Fourdans）

Disney
- アナと雪の女王2
- PJ mask
- パクパグアドベンチャー
- バンピリーナとバンパイア家族

ドリームワークス
- トロールズ
- キングジュリアン

Netflix
- カズープス
- ボージャック・ホースマン
- スーパーモンスターズ
- Archibald’s next big thing
- パウパトロール